# HMS Tuscan (R56)
HMS Tuscan (R56/F156) là một tàu khu trục lớp T được Hải quân Hoàng gia Anh Quốc chế tạo trong Chương trình Khẩn cấp Chiến tranh để phục vụ trong Chiến tranh Thế giới thứ hai. Sống sót qua cuộc chiến tranh, nó được cải biến thành một tàu frigate nhanh chống tàu ngầm Kiểu 16 vào năm 1952, mang ký hiệu lườn mới F156, và tiếp tục phục vụ cho đến khi bị tháo dỡ năm 1965.

## Thiết kế và chế tạo
Tuscan được chế tạo tại xưởng tàu của hãng Swan Hunter ở Wallsend, Tyne and Wear, và được đặt lườn vào ngày 6 tháng 9 năm 1941. Nó được hạ thủy vào ngày 28 tháng 5 năm 1942 và nhập biên chế cùng Hải quân Hoàng gia vào ngày 11 tháng 3 năm 1943.

## Lịch sử hoạt động
Vào ngày 7 tháng 10 năm 1944, Tuscan đã cùng với tàu khu trục chị em HMS Termagant đánh chìm tàu phóng lôi Ý TA 37.
Sau chiến tranh, Tuscan được cải biến thành một tàu frigate nhanh chống tàu ngầm Kiểu 16 vào năm 1952, mang ký hiệu lườn mới F156, và tiếp tục phục vụ cho đến khi bị bán để tháo dỡ vào ngày 26 tháng 5 năm 1966.